# Lễ hội Jarocin
Lễ hội Jarocin là một trong những lễ hội nhạc rock lớn nhất và quan trọng nhất ở châu Âu những năm 1980, cho đến nay, đây là lễ hội âm nhạc alternative lớn nhất ở các quốc gia Hiệp ước Warsaw.
Được thành lập vào năm 1980, lễ hội dựa trên Wielkopolskie Rytmy Mlodych trước đó (Rhythms of the Youth của Greater Poland), được tổ chức tại Jarocin từ năm 1971. Năm 1980, do sáng kiến của Walter Chelstowski, s, tên của nó đã được đổi thành Ogolnopolski Przeglad Muzyki Mlodej Generacji w Jarocinie (Tạp chí Âm nhạc thế hệ trẻ Ba Lan ở Jarocin) và sau đó, các nhạc sĩ và ban nhạc từ cả nước được mời. Sau đó, tên của nó đã được thay đổi một lần nữa - thành Festiwal Muhotow Rockowych (Liên hoan nhạc sĩ Rock).
Lễ hội Jarocin dựa trên tổ chức và bầu không khí của nó trong Lễ hội Woodstock nổi tiếng của Mỹ, do đó đôi khi nó được gọi là Woodstock Ba Lan. Trong những năm 1980, nó được coi là một lối thoát khỏi thực tế nghèo nàn, tồi tàn của Cộng sản Ba Lan quá cố. Nó kéo dài 3 ngày, và thường được tổ chức vào đầu tháng Tám. Lễ hội đã thu hút hàng ngàn người hâm mộ (ví dụ vào năm 1986, có hơn 30.000 người trong số họ), những người sống trong lều và nghe nhạc mà hầu như không (hoặc không bao giờ) phát trên đài phát thanh hoặc TV Ba Lan. Tuy nhiên, nhiều người tin rằng Jarocin được thiết kế bởi các dịch vụ bí mật của Cộng sản, để tạo ra một "lối thoát an toàn" không ngừng nghỉ cho giới trẻ Ba Lan.
Một loạt các sản phẩm âm nhạc đã được chơi trong suốt lễ hội, nhưng nói chung, "alternative" - blues, rock, heavy metal, punk rock, reggae đã được chơi. Các ban nhạc chơi trên hai sân khấu, với một sân khấu lớn hơn nằm trên sân bóng đá địa phương. Nhiều người hâm mộ đã mang theo máy nghe băng cassette để ghi âm. Đây là một trong những cơ hội duy nhất để ghi và phân phối nhạc trên các băng cassette không xuất hiện trên các phương tiện thông tin đại chúng chính thức.
Lễ hội Jarocin mất dần sự phổ biến vào đầu những năm 1990, sau sự sụp đổ của hệ thống Cộng sản ở Ba Lan. Thế hệ mới của những người đi lễ hội cũng hung hăng hơn, và vào năm 1994, sau các cuộc bạo loạn và đụng độ với cảnh sát, lễ hội đã bị đình chỉ. Nó đã hoạt động trở lại vào năm 2005.
Trong số các ban nhạc nổi tiếng nhất đã chơi hoặc ra mắt từ Jarocin, có:
- Dzem
- TSA
- KSU
- Armia
- Dezeter
- Siekiera
- Kult
- Brygada Kryzys
- Kat
- Sztywny Pal Azji
- Acid Drinkers
- Koniec Świata
- New Model Army
- Therapy
- Misfits
- Babayaga Ojo
- Feeling B